# Rosja na Letnich Igrzyskach Olimpijskich Młodzieży 2010
Rosję na Letnich Igrzyskach Olimpijskich Młodzieży 2010 w Singapurze reprezentowało 96 sportowców w 20 dyscyplinach.

## Skład kadry

### Boks
- Wasilij Wietkin - kategoria 51 kg
- Anzor Elpijew - kategoria 81 kg
- Aleksandr Iwanow - kategoria 91 kg

### Gimnastyka

#### Gimnastyka sportowa
- Daniił Kazaczkow
  - wielobój indywidualnie - 6 miejsce w finale
  - skok przez konia  brązowy medal
- Wiktorija Komowa
  - wielobój indywidualnie  złoty medal
  - skoki przez konia  złoty medal
  - ćwiczenia na poręczach  złoty medal
  - ćwiczenia wolne  brązowy medal

#### Gimnastyka rytmiczna
- Aleksandra Mierkułowa
  - wielobój indywidualnie  złoty medal
- Ksienija Dudkina
- Olga Iljina
- Alina Makarienko
- Karolina Siewastjanowa

### Judo
- Chasan Chałmurzajew - kategoria do 81 kg  srebrny medal
- Anna Dmitrijewa - kategoria do 52 kg  srebrny medal

### Kajakarstwo
- Igor Kałasznikow
- Natalja Podolska
- Aleksiej Wołgin

### Koszykówka
- Jelena Antonienko
- Jewgienija Bujkina
- Ksienija Kozoczkina
- Anastasija Mamiedowa

### Lekkoatletyka
Chłopcy:
- Siergiej Morgunow
- Pawieł Parszyn - chód na 10 000 m  brązowy medal
- Nikita Ugłow - bieg sztafetowy  srebrny medal (jako członek zespołu "Europa")

Dziewczęta:
- Jekatierina Bleskina - bieg na 100 m przez płotki  złoty medal
- Natalja Diemidienko
- Nadieżda Leontjewa - chód na 5 000 m  brązowy medal
- Marija Kuczina - skok wzwyż  złoty medal
- Jekatierina Rieńżyna
- Wiktorija Sadowa
- Natalja Troniewa - pchnięcie kulą  złoty medal

### Łucznictwo
Dziewczęta:
- Tatjana Siegina - 6-2 w meczu o 3 miejsce  brązowy medal

Chłopcy:
- Bołot Cybżytow - 6-0 w meczu o 3 miejsce  brązowy medal

Składy mieszane:
- Tatjana Segina i  Maciej Jaworski - 4-6 w 1/16 finału
- Bołot Cybżytow i  Tanja Sorsa - 5-6 w 1/8 finału

### Pięciobój nowoczesny
- Ilja Szugarow
  - indywidualnie  srebrny medal
  - w parze z  Anastasiją Spas  złoty medal
- Gulnaz Gubajdułlina
  - w parze z  Lukasem Kontrimaviciusem  brązowy medal

### Piłka ręczna
Drużyna dziewcząt:
 srebrny medal
- Darja Wachtierowa
- Irina Zagajnowa
- Tamara Czopikian
- Nadieżda Korolewa
- Oksana Korobkowa
- Nadieżda Pastuch
- Anna Szukałowa
- Ksienija Miłowa
- Wieronika Garanina
- Natalja Anisimowa
- Oksana Kondraszyna
- Natalja Dańszyna
- Wiktorija Diwak
- Jekatierina Czernobrowina

### Pływanie
Chłopcy:
- Andriej Uszakow
  - 100 m st. dowolnym - 10 miejsce w półfinale
  - 200 m st. dowolnym -  złoty medal
- Anton Łobanow
  - 50 m st. klasycznym - 4 miejsce w finale
  - 100 m st. klasycznym -  srebrny medal
  - 200 m st. klasycznym -  srebrny medal
- Aleksiej Acapkin
  - 200 m st. klasycznym - w finale wycofał się
  - 200 m st. zmiennym - 5 miejsce w finale
- Ilja Lemajew
  - 100 m. st. motylkowym - 18 miejsce w kwalifikacjach
  - 200 m. st. motylkowym - 11 miejsce w kwalifikacjach

Sztafeta chłopców:
- 4x100 m dowolnym  złoty medal
- 4x100 m zmiennym - 5 miejsce w finale

Dziewczęta:
- Jekatierina Andriejewa
  - 200 m st. dowolnym - 20 miejsce w kwalifikacjach
  - 200 m st. zmiennym - 4 miejsce w finale
- Aleksandra Papusza
  - 50 m st. grzbietowym  brązowy medal
  - 100 m st. grzbietowym  brązowy medal
  - 200 m st. grzbietowym - 10 miejsce w kwalifikacjach
- Olga Dietieniuk
  - 100 m st. klasycznym - 13 miejsce w półfinale
  - 200 m st. klasycznym - 6 miejsce w finale
- Kristina Koczetkowa
  - 100 m. st. motylkowym - 6 miejsce w finale
  - 200 m. st. zmiennym  srebrny medal

Sztafeta dziewcząt:
- 4x100 m dowolnym - DSQ
- 4x100 m zmiennym  srebrny medal

Zespoły mieszane:
- 4x100 m dowolnym - 8 miejsce w finale
- 4x100 m zmiennym  srebrny medal

### Podnoszenie ciężarów
Chłopcy:
- Artiom Okułow - kategoria 77 kg  złoty medal
- Aleksiej Kosow - kategoria 85 kg  srebrny medal

Dziewczęta:
- Diana Achmetowa - kategoria 63 kg  srebrny medal
- Olga Zubowa - kategoria +63 kg  złoty medal

### Siatkówka
Drużyna chłopców:
- Bogdan Gliwienko
- Walentin Gołubiew
- Iwan Komarow
- Maksim Kulikow
- Władimir Manierow
- Filipp Mokijewski
- Ilja Nikitin
- Konstantin Osipow
- Aleksandr Szczurin
- Dmitrij Sołodilin
- Aleksiej Tiertysznikow
- Wadim Zołotuchin

### Strzelectwo
- Nikołaj Kilin - pistolet pneumatyczny 10 m
- Jekatierina Barsukowa - pistolet pneumatyczny 10 m
- Jegor Maksimow - karabin pneumatyczny 10 m

### Szermierka
- Kiriłł Liczagin
- Artur Okuniow
- Julija Bachariewa
- Wiktorija Aleksiejewa - zespół mieszany  srebrny medal (jako członek zespołu "Europa 2")
- Jana Jegorian - zespół mieszany  złoty medal (jako członek zespołu "Europa 1")

### Taekwondo
- Olga Iwanova
- Konstantin Minin
- Aliaschab Sirażow - kategoria do 73 kg  srebrny medal
- Anastasija Wałujewa - kategoria do 44 kg  złoty medal

### Tenis
Chłopcy:
- Michaił Biriukow
  - gra pojedyncza - 2. runda
  - gra podwójna -  srebrny medal
- Wiktor Bałuda
  - gra pojedyncza - 4 miejsce
  - gra podwójna -  srebrny medal

Dziewczęta:
- Darja Gawriłowa
  - gra pojedyncza -  złoty medal
  - gra podwójna - 4 miejsce
- Julija Putincewa
  - gra pojedyncza - ćwierćfinał
  - gra podwójna - 4 miejsce

### Tenis stołowy
- Jana Noskowa

### Wioślarstwo
- Anastasija Tichanowa
- Jelizawita Tichanowa

### Zapasy

#### Styl dowolny
- Ałdar Balżynimajew - kategoria do 46 kg  złoty medal
- Azamatbi Psznatłow - kategoria do 63 kg  złoty medal
- Swietłana Lipatowa - kategoria do 60 kg  brązowy medal

#### Styl greko-romański
- Rusłan Adżygow - kategoria do 85 kg  złoty medal
- Artur Sulejmanow - kategoria do 58 kg  brązowy medal

### Żeglarstwo
- Artiom Muraszew - windsurfing